# Konstantinos Harmenopoulos
Konstantinos Harmenopoulos (grekiska: Κωνσταντῖνος Ἁρμενόπουλος), född omkring 1320 i Konstantinopel, död omkring 1380, var en grekisk rättslärd.
Harmenopoulos var rådsherre hos kejsarna Johannes Kantakouzenos och Johannes Palaiologos samt sedermera domare i Thessalonika. Hans Promptuarium iuris var en av den senare medeltidens mest omtyckta juridiska handböcker och utövade stort inflytande även på det moderna Greklands civillag. Arbetet utgavs i Aten 1872. Heinrich Eduard Dirksen behandlade det i Das Rechtsbuch des Harmenopulos (1847).